# Dioscorea torticaulis
Dioscorea torticaulis är en enhjärtbladig växtart som beskrevs av Reinhard Gustav Paul Knuth. Dioscorea torticaulis ingår i släktet Dioscorea och familjen Dioscoreaceae. Inga underarter finns listade i Catalogue of Life.